# 20th Century Boys 2: The Last Hope
20th Century Boys 2: The Last Hope (２０世紀少年 第2章 最後の希望?, 20 seiki shōnen: Dai 2 shō - Saigo no kibō) è un film del 2009 diretto da Yukihiko Tsutsumi.
Si tratta della seconda parte di una trilogia, versione live action della serie manga seinen intitolata 20th Century Boys.

## Trama
La storia riprende 15 anni dopo la conclusione della prima parte (20th Century Boys 1: Beginning of the End), ovverosia nel 2015. Kanna, la nipote di Kenji - morto nel tentativo di fermare la distruzione del mondo - assume su di sé il compito dello zio tentando di arrestare lo strapotere del capo di una setta di fanatici che si fa chiamare "Amico".
Questi terroristi sembrano seguire fedelmente ciò ch'era stato da Kenji e i suoi amici da bambini sul cosiddetto "libro delle profezie". Gli amici di Kanna cercano di sventare i loro diabolici piani: eliminare l'intera umanità.